# Támara Echegoyen
Támara Echegoyen Domínguez (Ourense, 17 de fevereiro de 1984) é uma velejadora espanhola, campeã olímpica. 

## Carreira
Támara Echegoyen é campeã olímpica nos jogos de Londres 2012, com a medalha de ouro na classe Elliott 6m.